# Визовая политика Сирии

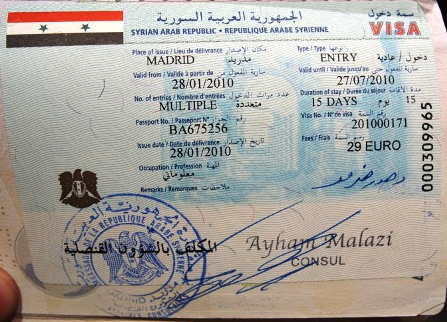
Сирийская виза, выданная в Испании

Визовая политика Сирии состоит из требований, предъявляемых к иностранным гражданам для поездок в Сирийскую Арабскую Республику, въезда в данную страну и пребывания в ней. В соответствии с сирийским законодательством, гражданам большинства стран для посещения Сирии требуется получить визу в одной из дипломатических миссий страны, если они не являются гражданами стран, освобождённых от виз.
До начала протестов, военных действий и гражданской войны в Сирии в 2011 году граждане многих азиатских и африканских стран могли посещать Сирию без визы или получить визу по прибытии, и постепенно Сирия стала вводить ограничения на безвизовый въезд и визу по прибытии. В 2014 году сирийские власти официально объявили о введении визового режима для всех стран, но при этом граждане некоторых стран могут де-факто въезжать в Сирию без визы или по-прежнему иметь возможность получить визу по прибытии.
В апреле 2024 года было объявлено о введении системы электронной визы с 1 мая.

## Карта визовой политики

Визовая политика Сирии
Сирия
Безвизовый въезд
Безвизовый въезд (3 месяца)
Виза по прибытии
Иной режим въезда
Требуется получение визы / электронная виза
Въезд запрещён

## Безвизовый въезд
По данным Timatic, граждане следующих стран могут посещать Сирию, не имея визы:
- Алжир
- Мавритания
- Марокко
- Судан
- Тунис
- Бахрейн
- Ирак
- Иордания
- Йемен
- Кувейт
- Ливан
- Оман
- Саудовская Аравия
- Катар
- ОАЭ
- Турция (3 месяца)

Граждане Сомали, не являющиеся постоянными жителями данной страны, также могут въезжать в Сирию без визы при условии, что они получили предварительное разрешение от Сирийского иммиграционного управления. Однако если они никогда не въезжали в Сирию с предыдущим визитом, они должны быть старше 35 лет и предъявить 2000 долларов США по прибытии в Сирию, чтобы получить право на безвизовый въезд.

## Виза по прибытии
До 2014 года гражданам бывших советских республик СССР, некоторых стран Азии, Африки, Европы и Америки можно было получить визу по прибытии в Сирию. По данным Международной ассоциации воздушного транспорта, которая предоставляет информацию от государственных правительств, несмотря на официально заявленную сирийским правительством необходимость получения визы заранее, виза по прибытии по-прежнему де-факто действительна для граждан следующих стран, но после обострения гражданской войны гражданам этих стран стали часто отказывать в визе по прибытии «по соображениям безопасности» и просить получать сирийскую визу заранее:
90 дней
- Иран

15 дней
- Азербайджан
- Беларусь
- Грузия
- Казахстан
- Кыргызстан
- Малайзия
- Молдова
- Россия
- Таджикистан
- Туркменистан
- Узбекистан

Граждане Армении и Украины также могут получить визу по прибытии на максимальный срок пребывания 15 дней при условии, что они получили предварительное разрешение от Сирийского иммиграционного управления. 

## Запрет на въезд
Гражданам Израиля запрещён въезд в Сирийскую Арабскую Республику в связи с непризнанием данного государства. Во въезде в Сирию также будет отказано владельцам паспортов или других проездных документов, содержащих израильские визы и штампы, или любую информацию о том, что человек когда-либо был и имел связи в Израиле.
Несмотря на дружеские отношения с Государством Палестина, гражданам Палестины в большинстве случаев отказывают во въезде в Сирию «по соображениям национальной безопасности», а обладателей палестинских паспортов просят заранее получить специальное разрешение на въезд в Сирию.
Также Сирия не признаёт паспорта граждан Косово, Северного Кипра, Приднестровья, Сомалиленда. После признания Сирией в 2018 году Абхазии и Южной Осетии граждане этих стран могут въехать в Сирию, заранее оформив визу.

## Статистика въезда иностранных граждан в Сирию
| Год  | Посетители   |
| ---- | ------------ |
| 1995 | 2 250 000    |
| 1996 | ▲ 2 440 000  |
| 1997 | ▼ 2 330 000  |
| 1998 | ▲ 2 460 000  |
| 1999 | ▲ 2 680 000  |
| 2000 | ▲ 3 412 000  |
| 2001 | ▲ 3 671 000  |
| 2002 | ▲ 4 678 000  |
| 2003 | ▲ 4 837 000  |
| 2004 | ▲ 6 334 000  |
| 2005 | ▼ 5 859 000  |
| 2006 | ▼ 5 682 000  |
| 2007 | ▼ 5 434 000  |
| 2008 | ▲ 6 951 000  |
| 2009 | ▲ 7 721 000  |
| 2010 | ▲ 10 970 000 |
| 2011 | ▼ 6 476 000  |
| 2012 | нет данных   |
| 2013 | нет данных   |
| 2014 | нет данных   |
| 2015 | нет данных   |
| 2016 | ▼ 1 043 000  |
| 2017 | ▲ 1 291 000  |
| 2018 | ▲ 1 802 000  |
| 2019 | ▲ 2 424 000  |